# Марчело Липи
Марчело Липи (итал. Marcello Lippi; Вијаређо, 11. април 1948) је бивши италијански селектор и фудбалер. Био је селектор италијанске фудбалске репрезентације од 16. јула 2004. до 12. јула 2006. и водио ју је до освајања титуле светског првака 2006. За селектора је поново изабран у лето 2008. а наследио га је Чезаре Прандели након разочаравајућег наступа на светском првенству 2010.
Као тренер Јувентуса освојио је пет титула Серије А, један куп Италије, четири италијанска суперкупа, једну Лигу шампиона (уз чак три изгубљена финала), један УЕФА суперкуп и један Интерконтинентални куп.
Изабран је за најбољег светског фудбалског тренера од стране Међународне федерације фудбалске историје и статистике (IFFHS) 1996. и 1998. и најбољег светског националног селектора 2006. Први је тренер који је освојио најпрестижнија међународна такмичења заједно са клубом и репрезентацијом (Лигу шампиона и Интерконтинентални куп 1996. са Јувентусом, и Светско првенство 2006. са Италијом) , а тај успех је касније остварио и Висенте дел Боске.
Године 2007. Тајмс га је укључио на листу 50 највећих тренера свих времена.

## Највећи тренерски успеси

### Јувентус
- Првенство Италије (5) : 1994/95, 1996/97, 1997/98, 2001/02, 2002/03.
- Куп Италије (1) : 1994/95.
- Суперкуп Италије (4) : 1995, 1997, 2002, 2003.
- Лига шампиона (1) : 1995/96. (финале 1996/97, 1997/98. и 2002/03).
- Куп УЕФА : финале 1994/95.
- Суперкуп Европе (1) : 1996.
- Интерконтинентални куп (1) : 1996.

### Гуангџоу Евергранде
- Првенство Кине (3) : 2012, 2013, 2014.
- Куп Кине (1) : 2012.
- АФК Лига шампиона (1) : 2013.

### Репрезентација Италије
- Светско првенство (1) : 2006.